# Antaninaomby
Antaninaomby är ett berg i Madagaskar. Det ligger i den norra delen av landet, 600 km norr om huvudstaden Antananarivo. Toppen på Antaninaomby är 586 meter över havet. Antaninaomby ligger på ön Nosy Ambariovato.
Terrängen runt Antaninaomby är varierad. Runt Antaninaomby är det ganska tätbefolkat, med 54 invånare per kvadratkilometer. Närmaste större samhälle är Hell-Ville, 11,4 km nordväst om Antaninaomby. 